# Yasuhiro Nagahashi
Yasuhiro Nagahashi (jap. 長橋 康弘 Nagahashi Yasuhiro; ur. 2 sierpnia 1975 w Fuji, prefekturze Shizuoka) – japoński piłkarz występujący na pozycji pomocnika. Od 2007 jest pracownikiem szkółki młodzieżowej Kawasaki Frontale.

## Kariera klubowa
Od 1994 do 2006 roku występował w japońskich klubach Shimizu S-Pulse i Kawasaki Frontale.